# Real Life (singolo Simple Minds)
Real Life è un singolo del gruppo musicale britannico Simple Minds, il quarto estratto dall'album omonimo nel 1991.

## Classifiche
| Classifica (1991) | Posizione massima |
| ----------------- | ----------------- |
| Regno Unito       | 34                |